# Tirol Cycling Team/Saison 2016
Dieser Artikel listet Erfolge und Fahrer des Radsportteams Tirol in der Saison 2016 auf.

## Erfolge in der UCI Europe Tour
| Datum       | Rennen                      | Kat. | Fahrer             |
| ----------- | --------------------------- | ---- | ------------------ |
| 22.–29. Mai | Gesamtwertung An Post Rás   | 2.2  | Clemens Fankhauser |
| 19. Juni    | 6. Etappe Serbien-Rundfahrt | 2.2  | Patrick Gamper     |

## Abgänge – Zugänge
| Zugänge            | Team 2015                     | Abgänge           | Team 2016     |
| ------------------ | ----------------------------- | ----------------- | ------------- |
| Clemens Fankhauser | Hrinkow Advarics Cycleangteam | Lukas Pöstlberger | Bora-Argon 18 |
| Dennis Paulus      | Amplatz-BMC                   | Michael Gogl      | Tinkoff       |
| Patrick Gamper     | Neoprofi                      | Mario Schoibl     | Amplatz-BMC   |
| Marcel Neuhauser   | Neoprofi                      | Patrick Schultus  | Unbekannt     |
| Daniel Katzmayr    | Neoprofi                      | David Wöhrer      | Unbekannt     |
|                    |                               | Fabian Morianz    | Unbekannt     |
|                    |                               | Stefan Praxmarer  | Unbekannt     |

## Mannschaft
| Teamkader 2016                            | Teamkader 2016     | Teamkader 2016 | Teamkader 2016                   |
| Name                                      | Geburtsdatum       | Land           | Vorheriges Team                  |
| ----------------------------------------- | ------------------ | -------------- | -------------------------------- |
| Patrick Bosman                            | 16. Januar 1994    | Österreich     |                                  |
| Benjamin Brkic                            | 2. Oktober 1996    | Österreich     |                                  |
| Clemens Fankhauser                        | 2. September 1985  | Österreich     | Hrinkow Advarics Cycleang (2015) |
| Markus Freiberger                         | 19. Dezember 1995  | Österreich     |                                  |
| Patrick Gamper                            | 18. Februar 1997   | Österreich     |                                  |
| Daniel Katzmayr                           | 2. November 1997   | Österreich     |                                  |
| Marcel Neuhauser                          | 25. Februar 1997   | Österreich     |                                  |
| Dennis Paulus                             | 22. September 1994 | Österreich     |                                  |
| Florian Schipflinger                      | 17. September 1995 | Österreich     |                                  |
| Sebastian Schönberger                     | 14. Mai 1994       | Österreich     | Gourmetfein Simplon Wels (2014)  |
| Mario Stock                               | 4. März 1995       | Österreich     |                                  |
| Alexander Wachter                         | 21. Januar 1995    | Österreich     |                                  |
| Martin Weiss                              | 15. April 1991     | Österreich     |                                  |
|                                           |                    |                |                                  |
| Quellen: ProCyclingStats Cycling Archives |                    |                |                                  |